# Càng ngắm càng yêu
Càng ngắm càng yêu (tiếng Hàn: 볼수록 애교만점) là một bộ phim truyền hình Hàn Quốc thuộc thể loại hài kịch tình huống và gia đình của nhóm đạo diễn Sa Hwa-kyung, Im Jung-ah và Kang Young-sun, được trình chiếu lần đầu vào năm 2010.
Tại Việt Nam, phim từng được phát sóng trên kênh D-Dramas (nay là VIE Dramas) và Giải Trí TV (nay là VIE Giải Trí). Năm 2015, Công ty Cổ phần Truyền thông Thanh Thiếu Nhi (TTN Media) mua bản quyền và phát sóng trên kênh HTV3 lúc 22 giờ bắt đầu từ ngày 25 tháng 5.

## Diễn viên
| Nhà Ok-sook - Song Ok Sook as Song Ok Sook (55) - Im Ha Ryong as Im Ha Ryong (60) - Ye Ji Won as Im Ji Won (34) - Choi Yeo Jin as Im Yeo Jin (28) - Kim Ba Ni as Im Ba Ni (22) - Lee Young Yoo as Han Yoo Na (11) - Sa Mi Ja as Ha Ryong's mother Nhà Sung-soo - Kim Sung Soo as Kim Sung Soo (36) - Chae Sang Woo as Kim Joon (11) - Krystal Jung as Jung Soo Jung (Sung Soo's niece) Nhà Kyu-han - Lee Kyu Han as Lee Kyu Han (30) - Kim Young Kwang as Lee Young Kwang (22) - Uhm Ji Sung as child Young Kwang - Lee Kyung Shil as Jo Kyung Shil Thẩm mỹ viện Tantan - Lee Sun Ho as Lee Sun Ho (30) - Jung Yoo Geun as child Sun Ho - Jung Joo Ri as Chief Jung (20) - Ha Yoon as Ha Yoon (27) | Vai trò khác - Lee Sun Jin as Sung Soo's ex-wife - Yoon Doo Joon as Yoon Doo Joon - Han Sun Hwa as Kim Tae Hee - Kim Sae Rom as Kim Sae Rom (Lee Sun Ho's crush) - Yoon Hyun Min as Yoon Hyun Min - Park Sang Hyuk (박상혁) as Park Sang Hyuk - Lee Do Hyun as Lee Do Hyun (kindergarten kid 1) - Lee Kyung Hwan (이경환) as Lee Kyung Hwan - Woo Min Kyu (우민규) as Woo Min Kyu - Noh Tae Yub as Joon Pyo - Lee Sun Jin as Sung Soo's ex Nhân vật đặc biệt - Tae Jin Ah (태진아) as Ha Ryong's friend (ep.5) - No Sa Yun (노사연) as Ok Sook's friend (ep.14) - Song Ji Eun as Lee Young Kwang's blind date girl (ep.11) - Park Jin Ah (박진아) as Obesity Clinic's patient - Yoo Se Yoon (유세윤) as gas station worker (ep.16) - Kwon Jae Hong (권재홍) as fasilitator (ep.8) - Han Seung Yeon as intern (ep.80) - Lee Hong Ki as Chicken delivery man (ep. 111) - Kim Na Young as Fashion Model Ma Hye Ri (ep.26) - Lee Hyung Suk (cameo) |

## Giải thưởng
2010 MBC Entertainment Awards
- Comedy Male Top Excellence Award (Kim Sung Soo)
- Comedy Female Top Excellence Award (Song Ok Sook)
- Comedy Male Excellence Award (Lee Kyu Han)
- Comedy Female Excellence Award (Choi Yeo Jin)
- Sitcom Special Award (Im Ha Ryong)
- Comedy Female Newcomer Award (Krystal Jung)
- Comedy Male Newcomer Award (Yoon Doo Joon)